# Baby-sitter, l'horreur !
 (juillet 2025).
Motif : Absence de sources
- Archive Wikiwix
- Bing
- Cairn
- DuckDuckGo
- E. Universalis
- Gallica
- Google
- G. Books
- G. News
- G. Scholar
- Persée
- Qwant
- (zh) Baidu
- (ru) Yandex
- (wd) trouver des œuvres sur Wikidata

| 1. | Préciser le motif de la pose du bandeau. | Précisez le motif de la pose du bandeau en utilisant la syntaxe suivante : {{admissibilité à vérifier\|date=juillet 2025\|motif=remplacez ce texte par le motif}}                             |
| 2. | Informer les utilisateurs concernés.     | Pensez à avertir le créateur de l'article, par exemple, en insérant le code ci-dessous sur sa page de discussion : {{subst:avertissement admissibilité à vérifier\|Baby-sitter, l'horreur !}} |

Baby-sitter, l'horreur ! est un roman français pour la jeunesse de Fanny Joly paru pour la première fois dans le magazine Je bouquine no 134 en avril 1995 avec de nombreuses illustrations de François Avril.
Portant ensuite le no 230 dans la collection « Délires » chez Bayard, il a été édité avec une couverture signée Matthieu Blanchin (les quelques illustrations intérieures restant celle de François Avril) puis réédité avec une couverture et des illustrations intérieures de Catel.

## Synopsis
Marion veut s'offrir un lecteur de CD mais son père lui dit qu'il faut travailler… à l'école ! Sur les conseils de son frère Charles, l'adolescente préfère chercher un emploi rémunéré. Elle passe alors une petite annonce et décroche son tout premier job, celui de baby-sitter.
Mais l'enfant qu'elle doit garder, Barnabé, lui en fait voir de toutes les couleurs.

## Personnages
Marion GirardonHéroïne de l'histoire, elle rêve d'écouter des CD sur son propre lecteur. Pour cela, elle doit d'abord gagner de l'argent et le baby-sitting lui semble la meilleure solution.
CamilleLa meilleure amie de Marion, elle a un père producteur de disques mais n'en écoute que lorsqu'elle est avec sa camarade. Elle possède un talent de dessinatrice et une grande créativité, qui lui permettent d'aider Marion à réaliser un petit livret dans lequel cette dernière vante ses mérites en tant que baby-sitter d'exception.
BarnabéSurnommé « bébé d'amour » par sa mère, il s'agit en fait d'un petit garçon assez grand et dissipé pour rendre folle toutes celles qui acceptent de le garder.
Priscilla Plessis-CrusotLa mère de Barnabé, elle est un peu snob et totalement « overbookée ».
Patrick Plessis-CrusotLe dauphin du maire d'Issy-les-Moulineaux, il est trop occupé pour prêter véritablement attention à la baby-sitter de son fils Barnabé.
Monsieur LidioLe plombier venu effectuer des travaux dans l'appartement des Plessis-Crusot, il accorde une confiance assez limitée à Marion qui a commencé par refuser de lui ouvrir.